# 모스크바 선언

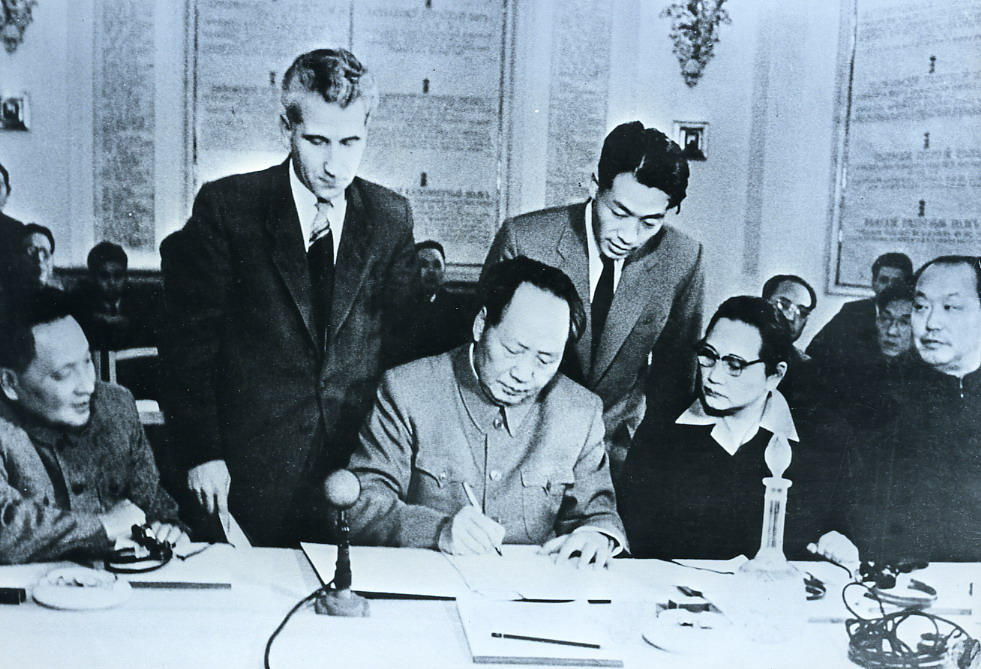

모스크바 선언(Moscow Declaration)은 스탈린 체제에 대한 누적된 불만으로 말미암아 폭발한 헝가리 의거에 대한 소련의 무력개입이 있은 직후 소련은 공식성명을 통해서 과거 공산주의 국가간의 내부적 모순 해결에서 소련이 대국주의적 편향(偏向)에 빠져 있었음을 솔직히 시인하고, 그 극복을 위해 노력할 것을 선언하였다. 그리고 이를 위하여 동구국가들의 대표단과 일련의 협의를 거쳐서 1957년 11월 공산주의 12개국의 공산당·노동자당 지도자회의와 64개국의 공산당·노동자당 회의가 연이어 개최되었다.
이 2개의 회의에서 채택된 '모스크바 선언'은 사회주의 혁명과 공산주의 건설의 공통의 원칙을 정식화하고, 각국의 당이 이를 각국의 구체적인 여러 조건에 응해서 자주적으로 적용할 것을 요구했다. 그러나 그것은 체코슬로바키아의 자유화 운동을 탄압하기 위한 소련군의 진주와 이를 합리화하기 위한 브레즈네프 독트린에 의해서 공문화(空文化)되었다.

## 같이 보기
- 중소 분쟁

## 참고 문헌
- 이 문서에는 다음커뮤니케이션(현 카카오)에서 GFDL 또는 CC-SA 라이선스로 배포한 글로벌 세계대백과사전의 내용을 기초로 작성된 글이 포함되어 있습니다.